# Немања Пејчиновић
Немања Пејчиновић (Крагујевац, 4. новембар 1987) је бивши српски фудбалер. Играо је на позицији одбрамбеног играча.

## Клупска каријера
Пејчиновић је поникао у крагујевачком Радничком, одакле је 2003. године дошао у београдски Рад. У екипи Рада је завршио омладински стаж, и дебитовао у сениорском фудбалу. У лето 2007. прелази у ОФК Београд, где због проблема са повредом није забележио ниједан суперлигашки наступ. Од другог дела сезоне 2007/08. поново постаје играч Рада. У наредном периоду се усталио у екипи Рада и са клубом изборио повратак у Суперлигу Србије. Постао је и капитен Рада, и стигао до позива у младу и сениорску репрезентацију.
Други део сезоне 2008/09. је провео на позајмици у Црвеној звезди, а у јулу 2009. одлази на нову позајмицу, овога пута у немачког бундеслигаша Херту. Одиграо је 16 бундеслигашких утакмица током сезоне 2009/10, али је клуб заузео последње место на табели и тако испао у нижи ранг. У јулу 2010, и даље као играч Рада, Пејчиновић одлази на позајмицу у француског прволигаша Ницу. У децембру 2010. и званично постаје играч Нице са којом потписује троипогодишњи уговор. Био је стандардан првотимац Нице а након истека уговора у јуну 2014. је напустио клуб.
У јуну 2014. је потписао четворогодишњи уговор са Локомотивом из Москве. У првој сезони осваја Куп Русије, а исти успех понавља две године касније. У сезони 2017/18. са Локомотивом стиже и до титуле првака Русије, прве након 14 година чекања. У шампионској сезони је одиграо 23 од 30 првенствених утакмица (22 као стартер). Након завршетка ове сезоне, Пејчиновићу је истекао уговор па је напустио клуб.
У јулу 2018. је потписао уговор са кинеским прволигашем Чангчуен Јатаијем. У Кини је одиграо 13 првенствених мечева, након чега је напустио клуб.
Након више од годину дана без ангажмана, Пејчиновић се у фебруару 2020. враћа у српски фудбал и потписује уговор са Вождовцем. Дебитовао је за Вождовац на отварању пролећног дела такмичарске 2019/20. у Суперлиги Србије, када је његов тим поражен 2 : 1 на гостовању Младости у Лучанима. У наредном колу, Вождовац је на свом стадиону дочекао суботички Спартак, а Пејчиновић је почео меч као стартер. Ипак, после само пет минута се повредио, па је морао да напусти терен. Због повреде је одсуствао са терена наредне три недеље, а у међувремену су сва фудбалска такмичења прекинута због пандемије корона вируса. Суперлига Србије је настављена крајем маја 2020, а Пејчиновић је до краја сезоне наступио на преостале четири утакмице, провевши на свакој од њих по 90 минута на терену. У августу 2020. је продужио уговор са Вождовцем на још годину дана. У уводних 10. кола такмичарске 2020/21, Пејчиновић је само два пута излазио на терен.
Средином октобра 2020. је напустио Вождовац и вратио се у Русију, где је потписао за тамошњег друголигаша Факел из Вороњежа. У Факелу је провео две сезоне након чега је завршио играчку каријеру.

## Репрезентација
Са младом репрезентацијом Србије је наступао на Европском првенству 2009. у Шведској.
За сениорску репрезентацију Србије је одиграо три утакмице. Дебитовао је 14. децембра 2008. на пријатељској утакмици против Пољске (0:1), а дрес „А тима” облачио је још у два наврата: 26. маја 2014. против Јамајке (2:1) у Њу Џерсију (САД) и 15. новембра 2016. против Украјине (0:2) у Харкову.

## Трофеји

### Локомотива Москва
- Премијер лига Русије (1) : 2017/18.
- Куп Русије (2) : 2014/15, 2016/17.